# Polonia London
Polonia London – angielski klub siatkarski z Londynu powstały w 1973 roku, który obecnie zespół występuje w najwyższej klasie rozgrywek klubowych w Anglii – National Super 8s. Od 2013 klubem partnerskim Polonii jest polski klub siatkarski PGE Skra Bełchatów.
Sekcja męska występuje jako IBB Polonia London (od 2013), zaś kobieca jako Polonia SideOut London.

## Historia
W 1973 roku Maciej Behnke i Henryk Pauliński, członkowie polskiego YMCA, założyli siatkarski klub. Początkowo występował pod nazwą Polish YMCA i uczestniczył w rozgrywkach Division III. Zespół początkowo prowadzony przez Bolesława Lesieckiego stopniowo się rozwijał, pozyskując młodych zawodników ze skautingu. W tym czasie drugi polski klub – Gryf – grał w najwyższej klasie rozgrywek w Anglii (Division I). Współpraca pomiędzy dwoma klubami nawiązała się po tym jak ówczesny zawodnik klubu Gryf – Andy Mackiewicz – został trenerem Polish YMCA. W 1976 roku nowym trenerem drużyny został Andy Lowczynowski, prowadząc ją przez 5 lat.
W 1978 roku kluby Polish YMCA i Gryf scaliły się, tworząc dwa zespoły: Polonia Gryf grający w Division I i Polonia II grający w Division III South East. Po roku klub powrócił do nazwy Polish YMCA. Od sezonu 1982/1983 występuje pod nazwą Polonia.
Na początku lat 80. trenerem został Andy Łokieć. W latach 1982–1987 zespół prowadził James Tytko, zdobywając mistrzostwo Anglii w sezonie 1985/1986.
W 1980 pod nazwą Polonia Ladies Volleyball Club powstała sekcja żeńska, którą założyły Bożena Zajączkowska i jej siostra Grażyna. Drużyna żeńska, podobnie jak męska, występuje w najwyższej klasie rozgrywkowej (Super 8).
W sierpniu 2015 roku nowym sponsorem klubu została firma IBB, która ma hurtownię budowlaną. Od sezonu 2015/2016 zespół występuje pod nazwą IBB Polonia London.
W latach 2016-2018 trener klubu był Polak Piotr Graban.
W latach 2016-2018 zawodnikami klubu byli m.in: prawnicy, informatycy i kierowcy ciężarówek. Jednym z nich był wysoko postawiony dyrektorem w banku Goldman Sachs.
W 2017 roku gościnnie w klubie wystąpił Krzysztof Ignaczak. Na zakończenie sezonu 2018/2019 w meczu z Sheffield Hallam zagrał Brazylijczyk Giba.
Jako jedyna drużyna w Anglii, IBB Polonia London posiada oficjalny Klub Kibica IBB Polonia London, który od wielu lat jest jedna z wizytówek klubu siatkarskiego.

## Bilans sezonów
Sekcja męska
| Sezon     | Rozgrywki ligowe | Rozgrywki ligowe | Puchar Anglii |
| Sezon     | Poziom           | Miejsce          | Puchar Anglii |
| --------- | ---------------- | ---------------- | ------------- |
| 2005/2006 | Division 1       | 4. miejsce       | 3. runda      |
| 2006/2007 | Division 1       | 3. miejsce       | ćwierćfinał   |
| 2007/2008 | Division 1       | 4. miejsce       | półfinał      |
| 2008/2009 | Division 1       | 4. miejsce       | półfinał      |
| 2009/2010 | Division 1       | 4. miejsce       | półfinał      |
| 2010/2011 | Super 8s         | 1. miejsce       | ćwierćfinał   |
| 2011/2012 | Super 8s         | 2. miejsce       | finał         |
| 2012/2013 | Super 8s         | 1. miejsce       | półfinał      |
| 2013/2014 | Super 8s         | 4. miejsce       | półfinał      |
| 2014/2015 | Super 8s         | 5. miejsce       | półfinał      |
| 2015/2016 | Super 8s         | 1. miejsce       | 1. miejsce    |
| 2016/2017 | Super 8s         | 1. miejsce       | 1. miejsce    |
| 2017/2018 | Super 8s         | 2. miejsce       | finał         |
| 2018/2019 | Super 8s         | 1. miejsce       | finał         |
| 2019/2020 | Super League     | 1. miejsce       |               |
| 2021/2022 | Super League     | 5. miejsce       | ćwierćfinał   |
| 2022/2023 | Super League     | 3. miejsce       | półfinał      |
| 2023/2024 | Super League     | 2. miejsce       | ćwierćfinał   |
| 2024/2025 | Super League     | 9. miejsce       | ćwierćfinał   |
| 2025/2026 | Division 1       |                  |               |

Poziom rozgrywek:
     pierwszy poziom
     drugi poziom

## Sukcesy
W 2016 klub zdobył dublet – Puchar Anglii zarówno w rozgrywkach kobiecych, jak i męskich.

### Sekcja męska
Mistrzostwa Anglii:
- 1. miejsce (7x): 1986, 2011, 2013, 2016, 2017, 2019, 2020
- 2. miejsce (7x): 1984, 1987, 1991, 1994, 2012, 2018, 2024[11]
- 3. miejsce (2x): 2007, 2023

 Puchar Anglii:
- 1. miejsce (2x): 2016, 2017
- 2. miejsce (4x): 2010, 2012, 2018, 2019

 NEVZA - Klubowe Mistrzostwa Krajów Nordyckich:
- 1. miejsce (1x): 2019

### Sekcja żeńska
- Mistrzostwa Anglii:
  -  1. miejsce: 2011[3][12]
  -  2. miejsce: 2012[13], 2013[14], 2014[15], 2015[16], 2016
- Puchar Anglii:
  -  1. miejsce: 2016

## Kadra
Sezon 2019/2020
- Pierwszy trener:  Wangelis Kutuleas
- Asystent trenera:  Patrik Selep
- Asystent trenera:  Dominik Żmuda

| Nr | Imię i nazwisko        | Data ur. | Wzrost | Pozycja      |
| -- | ---------------------- | -------- | ------ | ------------ |
| 1  | French Toby            | 1995     | 185    | przyjmujący  |
| 2  | Marc McLaughlin        | 1997     | 187    | rozgrywający |
| 5  | Baiza Adam             | 1997     | 180    | rozgrywający |
| 6  | Lucas Ben              | 2001     | 183    | przyjmujący  |
| 7  | Giba                   | 1976     | 192    | przyjmujący  |
| 8  | Mills Ephraim          | 2000     | 198    | środkowy     |
| 9  | Raynaud Olivier        | 1989     | 189    | przyjmujący  |
| 10 | Michaił Stojew         | 1990     | 195    | przyjmujący  |
| 11 | Mateusz Podborączyński | 1998     | 186    | libero       |
| 12 | Remigijus Riteris      | 1991     | 205    | atakujący    |
| 13 | Bartosz Kisielewicz    | 1986     | 190    | rozgrywający |
| 14 | Aden Tutton            | 1984     | 183    | libero       |
| 16 | Philip Smith           | 1986     | 203    | środkowy     |
| 17 | Robert Poole           | 1996     | 201    | atakujący    |
| 18 | Vitor de Oliveira      | 1994     | 195    | atakujący    |
| 19 | Andrew Clayton         | 1993     | 198    | środkowy     |